# بول غونتر لورنتز
بول غونتر لورنتز (بالألمانية: Paul Günther Lorentz)‏ (و. 1835 – 1881 م) هو عالم نبات، وعالم نباتات لاوعائية، وأستاذ جامعي من ألمانيا . ولد في كالا تورينغن.
توفي في كونسبسيون ديل أوروغواي ، عن عمر يناهز 46 عاماً.